# The Boy Does Nothing
„The Boy Does Nothing” este un cântec al interpretei britanice Alesha Dixon. Acesta a fost compus de Xenomania și inclus pe cel de-al doilea material discografic de studio al artistei, The Alesha Show. Piesa a fost lansată ca primul single al albumului la începutul lunii noiembrie a anului 2008.
Discul a devenit primul hit de top 5 din cariera solo al cântăreței în țara sa natală. „The Boy Does Nothing” a beneficiat și de o promovare la nivel mondial, ocupând poziții de top 10 într-o serie de regiuni din Europa și s-a clasat pe locul 1 în Cehia, Luxemburg, Macedonia și Ungaria.

## Lista cântecelor
Disc single distribuit în Regatul Unit
1. „The Boy Does Nothing” (versiunea „disc single”)

Maxi single distribuit în Regatul Unit
1. „The Boy Does Nothing” (versiunea „disc single”)
2. „The Boy Does Nothing” (remix de Fred Falke)
3. „The Boy Does Nothing” (remix de Crazy Cousinz)
4. „The Boy Does Nothing” (videoclip)

## Prezența în clasamente
„The Boy Does Nothing” a debutat pe locul 84 în Regatul Unit, doar cu ajutorul descărcărilor digitale. Două săptămâni mai târziu, după lansarea compact discurilor, cântecul a câștigat poziția cu numărul 5. Discul a staționat în top 40 timp de aproape patru luni, obținând vânzări de peste 200.000 de exemplare doar în primele două luni. În Irlanda piesa a obținut locul 19.
Discul a obținut clasări similare în peninsula Scandinavă, poziționându-se în top 10 în țări precum Finlanda (locul 2), Norvegia (locul 3) sau Suedia (locul 7).
La nivel continantal, „The Boy Does Nothing” s-a clasat în top 10 în țări precum Croația, Elveția, Franța, Italia, Polonia, Polonia, România sau Spania și pe locul 1 în Cehia, Luxemburg, Macedonia și Ungaria. De asemenea, acesta a apărut și în clasamentele din Austria, Danemarca, Germania sau Portugalia. În clasamentul european, piesa a câștigat locul 8 în Eurochart Hot 100 și locul 11 în Euro 200. „The Boy Does Nothing” a activat și în India, unde a atins treapta cu numărul 18.

## Personal
- Textieri: Brian Higgins, Alesha Dixon și Xenomania;[2]
- Producători: Brian Higgins și Xenomania;[2]
- Mixat de: Jeremy Wheatley;[2]
- Produs la: Twenty-One Studios, Londra;[2]
- Programatori: Tim Powell, Brian Higgins, Nick Coler, Matt Gray, Owen Parker și Gary Sanctuary;[2]
- Chitare: Nick Coler și Jason Resch;[2]
- Bass: Kieran Jones;[2]
- Tobe: Florrie Arnold;[2]
- Ingineri de sunet: Toby Scott și Dan Scott.[2]

## Datele lansărilor
| Țară                       | Dată              | Format                                        | Casă de discuri |
| -------------------------- | ----------------- | --------------------------------------------- | --------------- |
| Regatul Unit               | 10 noiembrie 2008 | Disc single, maxi single, descărcare digitală | Asylum Records  |
| Irlanda                    | 22 noiembrie 2008 | Disc single, maxi single, descărcare digitală | Asylum Records  |
| Suedia                     | 8 ianuarie 2009   | descărcare digitală                           | Warner Music    |
| Norvegia                   | 13 ianuarie 2009  | descărcare digitală                           | Warner Music    |
| Finlanda                   | 18 ianuarie 2009  | descărcare digitală, maxi single              | Warner Music    |
| Italia                     | 6 februarie 2009  | descărcare digitală                           | Warner Music    |
| Spania                     | 16 februarie 2009 | descărcare digitală                           | Warner Music    |
| Statele Unite ale Americii | 20 februarie 2009 | descărcare digitală                           | Warner Music    |
| Brazilia                   | 18 martie 2009    | Radio difuzări, descărcare digitală           | Warner Music    |
| Germania                   | 24 aprilie 2009   | Disc single, maxi single, descărcare digitală | Warner Music    |

## Clasamente
| Clasament                      | Poziția maximă | Referință |
| ------------------------------ | -------------- | --------- |
| Australia Singles Chart        | 8              | [ 4 ]     |
| Australia Airplay Chart        | 10             | [ 19 ]    |
| Austria Singles Chart          | 34             | [ 4 ]     |
| Belgia Singles Chart (Flandra) | 16             | [ 13 ]    |
| Belgia Singles Chart (Valonia) | 18             | [ 13 ]    |
| Bulgaria Singles Chart         | 11             | [ 4 ]     |
| Czech Republic Singles Chart   | 1              | [ 5 ]     |
| Croatian Singles Chart         | 7              | [ 12 ]    |
| Denmark Singles Chart          | 31             | [ 4 ]     |
| Dutch Top 40                   | 12             | [ 4 ]     |
| European Hot 100               | 5              | [ 20 ]    |
| Euro 200                       | 11             | [ 17 ]    |
| Finland Singles Chart          | 2              | [ 4 ]     |
| France Singles Chart           | 2              | [ 4 ]     |
| German Singles Chart           | 40             | [ 4 ]     |
| Greece Singles Chart           | 4              | [ 21 ]    |
| Hungary Singles Chart          | 1              | [ 8 ]     |

| Clasament               | Poziția maximă | Referință |
| ----------------------- | -------------- | --------- |
| Italy Singles Chart     | 8              | [ 4 ]     |
| India Singles Chart     | 18             | [ 18 ]    |
| Ireland Singles Chart   | 19             | [ 4 ]     |
| Luxemburg Singles Chart | 1              | [ 6 ]     |
| Macedonia Singles Chart | 1              | [ 7 ]     |
| Norway Singles Chart    | 3              | [ 4 ]     |
| Poland Singles Chart    | 7              | [ 14 ]    |
| Portugal Singles Chart  | 27             | [ 4 ]     |
| Romanian Top 100        | 8              | [ 15 ]    |
| Russian Airplay Chart   | 53             | [ 22 ]    |
| Slovakia Singles Chart  | 16             | [ 23 ]    |
| Spain Singles Chart     | 2              | [ 13 ]    |
| Sweden Singles Chart    | 7              | [ 4 ]     |
| Swiss Singles Chart     | 7              | [ 4 ]     |
| Turkey Singles Chart    | 3              | [ 24 ]    |
| UK Singles Chart        | 5              | [ 4 ]     |
| UK Download Chart       | 5              | [ 25 ]    |